# Kalijawo Malebu
Der Kalijawo Malebu, auch Kalijwajo Maleboe, Kalyawo Maleboe, Kalyawo Malebu, Lengoe Bodong, Lengu Bodong, ist ein Schild aus Indonesien.

## Beschreibung
Der Kalijawo Malebu ist ein geflochtener Rundschild, der aus Rattan hergestellt ist. Er ist im Querschnitt schalenförmig gearbeitet. Die Außenseite des Schildes kann mit verschiedenen Verzierungen dekoriert sein. Der Rand des Schildes ist ebenfalls aus Rattan geflochten, jedoch dichter gearbeitet als der übrige Schild. Dies dient der Festigung und der Stabilisierung der Außenkante.

## Verbreitung
Der Kaljiawo Malebu wird als Schutzwaffe von Ethnien aus Indonesien benutzt.